# 柏安藻目
柏安藻目（学名：Bonnemaisoniales），也称柏桉藻科，为真红藻纲的一个目。

## 下级分类
本目包括以下科：
- 柏安藻科 Bonnemaisoniaceae
- 纳卡藻科 Naccariaceae